# Katja Konvalinka
Katja Konvalinka, slovenska sopranistka, * 1975, Ljubljana. Je predsednica Slovenskega komornega glasbenega gledališča.

## Življenje
Na Akademiji za glasbo v Ljubljani je leta 1999 diplomirala  iz klavirja v razredu prof. Acija Bertonclja, leta 2000 iz solopetja v razredu prof. Eve Novšak – Houška). Študij opernega in koncertnega petja je nadaljevala na  Visoki šoli za glasbo in upodabljajočo umetnost v Gradcu pri prof. Ulfu Bästleinu. Tam je leta 2004 z odliko magistrirala iz opernega petja ter leta 2006 iz koncertnega petja. Leta 2011 je pri Vlatki Oršanić na ljubljanski Akademiji za glasbo opravila specializacijo iz solopetja. Leta 2018 ji je Univerza v Ljubljani podelila Priznanje umetniškega dela. Deluje kot operna in koncertna pevka. Živi v Ljubljani in je mati hčere in dveh sinov.

## Delo
Debitirala je v ljubljanski Operi z vlogo Ninette v Prokofjevi operi "Zaljubljen v tri oranže" v sezoni 2005/06 ter nato tam odigrala še vloge Pedra v Massenetovem Don Kihotu, Frasquite v Bizetovi Carmen, Fanny v Rossinijevi Ženitni pogodbi, 1. gozdne vile v Dvoržakovi Rusalki, 1. Dame v Mozartovi Čarobni piščali in Ane v monooperi Dnevnik Ane Frank. Kot Zerlina je v Mozartovem Don Giovanniju gostovala na festivalu Splitsko ljeto na Hrvaškem, kot Frasquita v Carmen pa je nastopila še v Mariborski operi.

### Operne vloge
- Marinka v Smetanovi Prodani nevesti (Mestno gledališče v Leobnu, Avstrija, 2004)
- več vlog v Mozartovih operah (v gledališču Theater im Palais v Gradcu)
  - Zerlina – Don Giovanni
  - Despina – Cosi fan tutte
  - Servilia – Titus
  - Druga dama – Čarobna piščal
- Prva dama - Čarobna piščal (Mariborska opera, sezona 2003/04)
- Gretchen v Divjem lovcu A: Lortzinga  (Der Wildschütz; Mestno gledališče Leoben)
- Hortenzija v Heubergerjevi opereti »Operni ples« (Der Opernball)
- Bastienne v Mozartovi operi Bastien in Bastienne (2006, Slovensko komorno glasbeno gledališče)
- Primadona v operi Mnemosyne Gregorja Striše (2008, Gledališče Glej)
- Lucy v operi Telefon/The Telephone G. C. Menottija (2011, Slovensko komorno glasbeno gledališče)
- Armidoro v operi La Cecchina N. Piccinnija (2014, Slovensko komorno glasbeno gledališče)
- Laetitia v operi Zmikavt in stara devica /The old Maid and the Thief G. C. Menottija (2014, Slovensko komorno glasbeno gledališče)
- Tajnica v operi Junak našega časa Tomaža Sveteta (2015, Slovensko komorno glasbeno gledališče)
- Ana Frank v monooperi Dnevnik Ane Frank Grigorija Frida (2015, SNG Opera in balet Ljubljana in Slovensko komorno glasbeno gledališče)
- Angela v operi Božji delec Pavla Mihelčiča (2017, Slovensko komorno glasbeno gledališče)
- Ada v operi Ada Tomaža Sveteta (2017, Slovensko komorno glasbeno gledališče)
- Irena v operi Pod svobodnim soncem Toma Kobeta (2017 KC Janeza Trdine Novo mesto)
- Gospa P. v operi Mož, ki je imel ženo za klobuk/The Man who mistook his Wife for a Hat Michaela Nymana (2018, Slovensko komorno glasbeno gledališče)
- Manica v operi Deseti brat Aleša Makovca (2018, KC Janeza Trdine Novo mesto)
- Agafja v  operi Ženitev Bohuslava Martinůja (2019, Slovensko komorno glasbeno gledališče)
- Pevka v elektroakustični radijski opero Iden avtoric Tine Kozin/Bojane Šaljić Podešva/Saške Rakef Perko (2019, 3. program Radia Slovenija – program Ars, društvo Celinka, ŠKUC gledališče)
- Pevka v glasbeno-gledališki predstavi Ex/odus radosti avtoric J. Susnick/M. Gal Štromar/N. Bogojevich (2019, Slovensko komorno glasbeno gledališče)
- Snežna kraljica v operi Snežna kraljica Matthewa Kinga (2019, Slovensko komorno glasbeno gledališče)
- Klara v operi Onkraj vrta/Beyond the Garden Stephena McNeffa (2020, Slovensko komorno glasbeno gledališče)
- Deklica v operi Deklica z vžigalicami Tine Mauko (2021, Slovensko komorno glasbeno gledališče)
- Mati, Grofica in Smrt v operi Hiša usmiljenja Tomaža Sveteta (2021, Slovensko komorno glasbeno gledališče)
- Mama veverica, Kos v operi za otroke Veveriček posebne sorte  Iztoka Kocena (2022, Slovensko komorno glasbeno gledališče)
- Lena v operi Svatba Ane Sokolović (2022, Slovensko komorno glasbeno gledališče)
- Pevka v eksperimentalnem opernem projektu I-ME avtorjev Davida Ryana, Vita Zouharja in Rocca (2022, Slovensko komorno glasbeno gledališče)
- Mrs. Anderssen v muzikalu Mala nočna glasba /Litte Night Music Stephena Sondheima (2023, Slovensko komorno glasbeno gledališče)
- Pevka v komorni operi Ko sem še avtoric Bojane Šaljić Podešva/Ingrid Mačus/Saške Rakef Perko (2023, Slovensko komorno glasbeno gledališče)
- Heloiza v operi Heloiza (in Abelard) Petra Kopača (2024, Slovensko komorno glasbeno gledališče)
- 1. Kabaretistka v kabaretni operi Španska vas Nane Forte in Jureta Ivanušiča (2024, Slovensko komorno glasbeno gledališče)
- Ana v komorni operi Sopra lo amore Tomaža Sveteta (2025, Slovensko komorno glasbeno gledališče)
- Odisej v komorni operi Iliada Aleksandre Naumovski Potisk (2025, Koda 8)

### Koncertne vloge
Konvalinka je kot koncertna pevka nastopila z Orkestrom Slovenske Filharmonije v Rutterjevem Magnificatu in Mahlerjevi Žalostinki, v Mahlerjevi 2. simfoniji v Gradcu, v Pergolesijevi Stabat mater v Ljubljani in v več Mozartovih mašah z zborom in orkestrom Consortium musicum. S simfoniki RTV Slovenija je pod taktirko Uroša Lajovica pela v Bachovem Johannespassionu, z orkestrom Akademije za glasbo pa Saint - Saënsov Božični oratorij ter kantato Tine Mauko z naslovom Anna Ahmatova. Ves čas neguje tudi samospev s pianisti Marino Horak, Darjo Mlakar Maležič, Nejcem Lavrenčičem, Igorjem Vićentićem in Stacey Bartsch. Celovečerne recitale je imela po Sloveniji, na Hrvaškem, v Avstriji, v Italiji, v Srbiji v Indiji in v Nepalu.

### Pedagoško delo
Kot glasbena pedagoginja poučuje petje na Glasbeni šoli Ljubljana Vič – Rudnik. 